# Merlo (araldica)
Merlo è un termine utilizzato in araldica per indicare la merlatura dei muri, delle torri, castelli ed edifici fortificati.

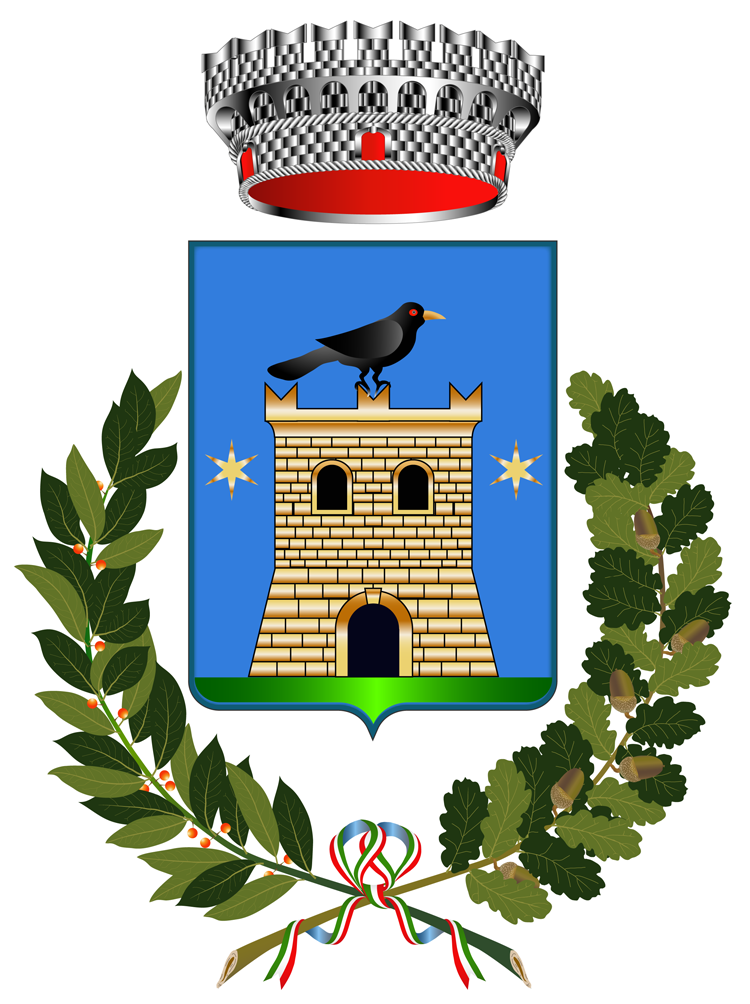
Merlo sostenuto da un merlo alla ghibellina (stemma di Bolognano)

Il termine si può riferire anche all'uccello nero dello stesso nome.

Merlo sorante (Raben Steinfeld, Germania)
Merlo di nero rivoltato (Warnau, Germania)

Si trova anche la variante del merlo acquaiolo.

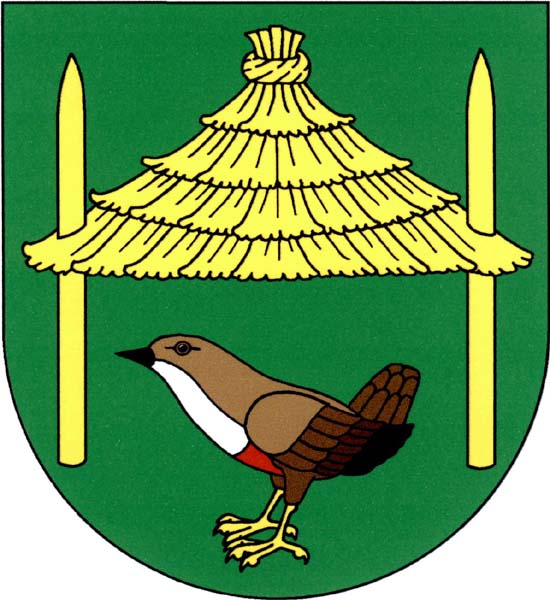
Merlo acquaiolo al naturale (Skorkov, Repubblica Ceca)